# Alexander Stubb
Alexander Stubb (Helsinki, 1968. április 1. – ) finn politikus. 2014 és 2015 között Finnország miniszterelnöke. 2024-től Finnország elnöke.

## Életpályája
Alexander Stubb 1986-ban elvégezte a Mainland High School nevű középiskolát a floridai Daytona Beachben. Ezután visszatért Finnországba és a helsinki Lärkan gimnáziumban érettségi vizsgát tett 1988-ban. Katonai szolgálatát követően ismét az Egyesült Államokban tanult, és 1993-ban B.A. diplomát szerzett politikatudományból a dél-karolinai Furman Universityn. A következő évben a Sorbonne-on francia nyelv és civilizáció szakos diplomát szerzett, majd 1995-ben a bruggei College of Europe egyetemen M.A. fokozatot szerzett politikatudományból, 1999-ben pedig a London School of Economicson doktorált nemzetközi politikából.
1999-től Finnország állandó EU-képviseletén dolgozott Brüsszelben, 2001-től pedig az Európai Bizottság elnökének tanácsadója volt. 2003-tól egy évig ismét a finn EU-képviseleten dolgozott, majd 2004-ben megválasztották az Európai Parlament tagjának. 2008-ban hazatért és 2011-ig külügyminiszter, 2011-től 2014-ig pedig európai ügyekért felelős és külkereskedelmi miniszter volt. 2014. június 24. és 2015. május 29. között Finnország miniszterelnöke. 2018 október 2-án bejelentette, hogy indul az Európai Bizottság elnöki pozíciójáért mint az Európai Néppárt listavezetője.

## Családja
Apja svéd, anyja finn anyanyelvű. Feleségével, az angol származású Suzanne Innes-Stubb jogásszal, Emilie lányával és Oliver fiával Espooban élnek.

## Nyelvtudása
Finnül, svédül, angolul, franciául és németül beszél.